# David Mach (sciatore)
David Mach (14 maggio 2000) è un combinatista nordico tedesco.

## Biografia
Attivo dal febbraio del 2015, Mach ai Mondiali juniores di Lahti 2019 ha vinto la medaglia d'oro nella gara a squadre e ha esordito in Coppa del Mondo il 2 febbraio dello stesso anno a Klingenthal in un'individuale Gundersen (32º); l'anno dopo ai Mondiali juniores di Oberwiesenthal 2020 ha conquistato la medaglia d'argento nella gara a squadre mista e l'11 febbraio 2024 ha conquistato il primo podio in Coppa del Mondo nell'individuale Gundersen disputata a Otepää (3º). Non ha preso parte a rassegne olimpiche o iridate.

## Palmarès

### Mondiali juniores
- 2 medaglie:
  - 1 oro (gara a squadre a Lahti 2019)
  - 1 argento (gara a squadre mista a Oberwiesenthal 2020)

### Coppa del Mondo
- Miglior piazzamento in classifica generale: 18º nel 2024
- 1 podio (individuale):
  - 1 terzo posto